# Ernő Ágost hannoveri királyi herceg
Ernő Ágost hannoveri királyi herceg (németül: Ernst August, Kronprinz von Hannover, angolul: Ernest Augustus, 3rd Duke of Cumberland and Teviotdale, teljes nevén Ernst August Wilhelm Adolphus Georg Friedrich; Hannover, 1845. szeptember 21. – Gmunden, 1923. november 14.) braunschweig–lüneburgi, brit és hannoveri királyi trónörökös herceg, 1878–1919 között Cumberland és Teviotdale hercege, 1878–1923 között Hannover címzetes királya.

## Élete

### Származása és fiatalkora
Ernő Ágost hannoveri királyi és brit herceg 1845. szeptember 21-én jött világra a hannoveri királyi palotában V. György hannoveri király (1819–1878) és Mária szász–altenburgi hercegnő (1818–1907) legidősebb gyermekeként. Édesapja a herceg születésekor még nem volt király, csak 1851-ben örökölte meg a koronát. Édesanyja a szász–altenburgi uralkodó gyermeke volt. A családnak a hercegen kívül nem született más fiúgyermeke; az idősebbik leány rangon aluli házasságot kötött, a fiatalabbik pártában maradt.
1851-ben édesapja trónra kerülésekor Ernő Ágost királyi hercegi és ezzel együtt trónörökösi címet kapott. A hannoveri koronát családja azonban hamar elveszítette, minthogy a porosz–osztrák–olasz háborúban a vesztes osztrákok oldalára állt. A harcokban maga Ernő Ágost herceg is részt vett, több csatában is küzdött. A háború végén a poroszok megszállták a királyságot, elmozdítva trónjáról a hannoveri királyt. V. György nem volt hajlandó lemondani sem címeriről, sem trónigényéről, ezért egyetlen fiával együtt menekülni kényszerült az országból. Felesége és leányai nem sokkal később követték őt. Ferenc József osztrák császár egy ausztriai birtokot adományozott a famíliának, hogy ott élhessenek. A család Gmundenben építette fel otthonát, de jelentős területeket birtokolt Grünau im Almtal környékén is. 1882 júniusában kezdődött meg a reprezentatív Cumberland-kastély építése, ami elkészülte után afféle családi fészekként szolgált az elkövetkező generációk számára.
Ernő Ágost herceg osztrák tiszti pozíciót kapott az osztrák császártól; továbbá magas posztot töltött be a brit seregben is. Ennek ellenére a herceg nem a katonaságot választotta, fiatalkorától kezdve sokkal szívesebben utazott. Családjával együtt sok időt töltött Párizsban és más európai fővárosokban, királyi udvarokban.

### Házassága és gyermekei
A herceg egy angliai útja során a walesi herceg udvarában ismerkedett meg Tíra dán királyi hercegnővel (1853–1933). A dán királyleány eredetileg schleswig–holsteini német hercegnőként született, azonban édesapja később dán király lett. A hercegnő fiatal leányként súlyos „ballépést” követett el, amikor viszonyt kezdett a dán hadsereg egyik tisztjével, és a kapcsolatból gyermeke született. Az ügyet a dán udvar hatalmas erőfeszítésekkel próbálta eltussolni, hiszen egy törvénytelen gyermek nagyon rossz fényt vetett a hercegnőre.
Mindezek ellenére Ernő Ágost királyi herceg megkérte a dán hercegnő kezét. Az esküvőt 1878. december 22-én tartották a dán fővárosban; házassága révén a herceg sógorságba került az orosz cárral és a brit uralkodóval is. Ernő Ágost herceg és Tíra hercegnő harmonikus, boldog frigyéből hat gyermek született:

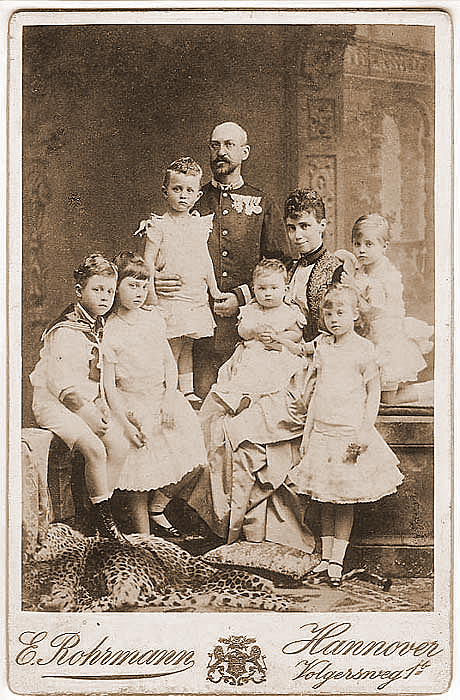
Ernő Ágost hannoveri királyi herceg családja körében

- Mária Lujza (1879–1948), férje Miksa badeni herceg
- György Vilmos (1880–1912), gyermektelenül halt meg
- Alexandra Lujza (1882–1962), házassága révén Mecklenburg nagyhercegnéje
- Olga Adelheid (1884–1958), gyermektelenül halt meg
- Keresztély Frigyes (1885–1901), gyermektelenül halt meg
- Ernő Ágost (1887–1953), később címzetes hannoveri király és Braunschweig uralkodó hercege.

A család ötödik gyermeke, Keresztély herceg fiatalon hashártyagyulladást kapott és belehalt betegségébe. A legidősebb fiúgyermek, György Vilmos herceg autóbalesetben vesztette életét; ily módon Ernő Ágost hercegnek egyetlen fia érte meg az igazi felnőttkort. Leányai közül a legkisebb szüleivel élte le életét, soha nem ment férjhez.

### Trónigénye és a braunschweigi kérdés
1872. június 12-én édesapja halálakor Ernő Ágost herceg lett a családfő és a címzetes hannoveri király. Ezzel együtt a herceg megörökölte édesapja brit főnemesi címeit is, amiket még 1799-ben III. György brit király adományozott oda a herceg nagyapjának. Az angol főnemességben a herceg mint Cumberland és Teviotdale hercege, az ír főnemességben mint Armagh grófja szerepelt. E címek egyike sem jelentett tényleges hatalmat és birtokot, noha a cumberlandi hercegi rangot néha szokás az uralkodó hercegi címmel egyenrangúnak tekinteni. Ernő Ágost herceg emellett tagja volt a Térdszalagrendnek is, melynek lovagjává az angol királynő avatta néhány nappal a herceg édesapjának halálát követően.
Brit főnemesi és tiszti pozíciói ellenére Ernő Ágost herceg élete végéig szuverén német hercegként tekintett önmagára. Ennek szellemében ellenállt a porosz nyomásnak, hogy mondjon le hannoveri címeiről és trónigényéről. Mikor 1884-ben meghalt a herceg elsőfokú unokatestvére, a gyermektelen Vilmos braunschweigi uralkodó herceg, a braunschweigi korona a trónöröklés sorrendje szerint Ernő Ágost hercegre szállt volna. Otto von Bismarck azonban – így bosszulva meg a herceg ellenállását – megüresedetté nyilvánította a braunschweigi trónt és kizárta a herceget a trónöröklésből. A hercegséget porosz tartománnyá szervezte, élére porosz helytartót nevezett ki. Ernő Ágost herceg ugyan megpróbálkozott kiegyezni a braunschweigi parlamenttel, de tárgyalásai kudarcba fulladtak és nem értek el sikert.
A braunschweigi kérdés hosszú időre meghatározta a Hannover és a Hohenzollern családok viszonyát. A két uralkodóház közel fél évszázadon át ellenséges kapcsolatot tartott fenn, a kérdés csak az első világháború előtt rendeződött, mikor – a családjaik ellenkezésével dacolva – Ernő Ágost herceg legfiatalabb gyermeke feleségül vette II. Vilmos német császár egyetlen leányát és egyben legkedvesebb gyermekét, Viktória Lujza porosz királyi hercegnőt. A házasságkötés után pár hónappal, 1913. október 24-én Ernő Ágost herceg hivatalosan bejelentette, hogy lemond braunschweigi trónigényéről a fia javára. A német birodalmi gyűlés elfogadta döntését, egyben lehetővé tette a fiatal herceg számára, hogy november 1-jén felvegye a braunschweigi uralkodó hercegi címet. II. Vilmos császár ugyanekkor a legmagasabb porosz katonai kitüntetéssel, a Fekete Sas érdemrenddel jutalmazta Ernő Ágost királyi herceget.
Az első világháború szembefordította egymással a brit és a hannoveri rokonságot. 1915-ben a brit király rendeletileg fosztotta meg valamennyi német rokonát brit főnemesi címeitől. 1919. március 28-án a törvénybe iktatott rendelet értelmében, a „Brit Birodalom elleni fegyverviselés” okán Ernő Ágost herceg elvesztette cumberlandi hercegi és armaghi grófi címét, lovagi rangját és brit főnemességét. Ezzel egy időben az 1918-as novemberi német forradalom során kikiáltották a köztársaságot, valamennyi német uralkodó lemondásra kényszerült. Ernő Ágost királyi herceg és családja – beleértve menyét és unokáit is – megint ausztriai száműzetésbe vonultak. A família a gmundeni birtokon élt egészen az 1930-as évekig.
Ernő Ágost hannoveri királyi és cumberlandi herceg 1923. november 14-én hunyt el a gmundeni kastélyban szélütés következtében. A számára a kastélyparkban épített mauzóleumban temették el. Címeit egyetlen életben maradt fia örökölte.

## I. Ernő Ágost hannoveri király leszármazottai
A családfa nem mutatja az összes családtagot, csak azokat, akik a királyi cím, illetve a Nagy-Britannia Királysága főrendjében (peerage) létrehozott Cumberland és Teviotdale hercege cím öröklésében érintettek – néhány kivétellel.
- III. György  brit király
  - IV. György  brit király
  - Frigyes Ágost,  York és Albany hercege
  - IV. Vilmos  brit király
  - Sarolta Auguszta württembergi királyné
  - Eduárd Ágost  Kent és Strathearn hercege
  - további testvérek...
  - I. Ernő Ágost hannoveri király (1771–1851)  Cumberland és Teviotdale 1. hercege
    - V. György hannoveri király (1819–1878)  Cumberland és Teviotdale 2. hercege
      - Ernő Ágost hannoveri királyi herceg (1845–1923)  Cumberland és Teviotdale 3. hercege[4]
        - Ernő Ágost braunschweigi herceg(1887–1953)[5]
          - IV. Ernő Ágost hannoveri herceg (1914–1987)[5]
            - V. Ernő Ágost hannoveri herceg (1954–)[5]
              - Prince Ernst August of Hanover
                - Prince Welf August of Hanover

          - Frederica of Hanover (1917–1981), férje: Pál görög király